# یان مک‌کی (بازیکن فوتبال)
یان مکی (انگلیسی: Ian Mackay؛ زادهٔ ۱۴ ژوئیهٔ ۱۹۸۶) بازیکن فوتبال اهل اسپانیا است.
از باشگاه‌هایی که در آن بازی کرده‌است می‌توان به باشگاه فوتبال سابادل، باشگاه فوتبال پومفرادینا، و باشگاه فوتبال رئال مورسیا اشاره کرد.